# Alis Koekkoek
Adriaan Kornelis (Alis) Koekkoek (Willemstad, 15 januari 1945 – Tilburg, 18 april 2005) was een Nederlandse jurist en politicus.

## Loopbaan
De gereformeerde Koekkoek doorliep het Gymnasium aan het Christelijk Lyceum te Leiden en studeerde daarna Rechten aan de Vrije Universiteit in Amsterdam. Na zijn afstuderen werd hij wetenschappelijk medewerker aan de Katholieke Hogeschool in Tilburg. In Tilburg was hij tussen 1978 en 1982 gemeenteraadslid, eerst voor de ARP, later voor het CDA. In 1978 promoveerde hij aan de Vrije Universiteit op een vergelijkende studie over de rol van partijleiders bij kabinetsformaties in verschillende Europese landen. In 1981 werd hij hoogleraar aan de Katholieke Universiteit Brabant.
In 1994 werd hij voor het CDA gekozen tot lid van de Tweede Kamer. Hij zou dat een periode blijven. Koekkoek was lid van de Parlementaire enquêtecommissie opsporingsmethoden en baarde enig opzien met een voorstel om het Nederlands als taal op te nemen in de grondwet. Dit voorstel werd door de Tweede Kamer verworpen.
In 2003 werd Koekkoek gekozen als lid van de Eerste Kamer, hetgeen hij tot aan zijn overlijden op zestigjarige leeftijd in 2005 zou blijven.

## Onderscheidingen
- Officier in de Orde van Oranje-Nassau (2004)[1]

- Biografisch Portaal: 04048397
- Digitale Bibliotheek voor de Nederlandse Letteren: koek009
- International Standard Name Identifier: 0000 0000 2158 6080
- Library of Congress Control Number: n79031879
- Nationale Bibliotheek van Israël: 987007342254705171
- Nederlandse Thesaurus van Auteursnamen: 068787960
- Parlement.com: vg09llleenqc
- Système universitaire de documentation: 088923223
- Virtual International Authority File: 57884848
- WorldCat: E39PBJyH3hDQbHwQbdbqQkWhpP